# 小西財団日仏翻訳文学賞
小西財団日仏翻訳文学賞（こにしざいだんにちふつほんやくぶんがくしょう、フランス語: Prix Konishi de Traduction Littéraire）は、日本及びフランスの翻訳文学賞。

## 概要
小西財団日仏翻訳文学賞は、小西国際交流財団により、大江健三郎などの作家や日仏文学者たちの協力を得て、1993年に創設された賞である。フランス語から日本語へ、及び日本語からフランス語へ翻訳出版された本を対象に、優れた作品の訳者を顕彰する。授賞式は毎年、日本とフランスで行われる。日仏両国で翻訳という地道な作業に取り組む人たちを励ましたいという井上靖の遺志を継ぎ、日仏翻訳に携わる人びとの貢献に敬意を表するとともに、これからの翻訳活動をも支援することを目的としている。本賞の他に、特別賞、奨励賞がある。

## 受賞者と受賞作品
日本側、フランス側の順。
| 年               | 受賞翻訳者                             | 受賞翻訳作品 | 原著                                                                                           |
| 第1回（1994年）  | 阿部良雄                               | シャルル・ボードレール著『ボードレール全集』全6巻（筑摩書房、1994年）                                                               | Charles BAUDELAIRE, Œuvres complètes                                                           |
| 第1回（1994年）  | Alain-Louis COLAS                      | Poèmes du Zen des cinq Montagnes, Maisonneuve & Larose, 1991.                                                                       | 『五山禅詩集』                                                                                 |
| 第2回（1995年）  | 野澤協                                 | ピエール・ベール著『ピエール・ベール著作集』（法政大学出版局）                                                                      | Pierre BAYLE, Œuvres complètes                                                                 |
| 第2回（1995年）  | Dominique PALMÉ                        | NAKAMURA Shin'ichiro, L'été, Éditions Picquier, 1993.                                                                               | 中村真一郎『夏』                                                                               |
| 第3回（1996年）  | 酒詰治男                               | ジョルジュ・ペレック著『人生 使用法』（水声社、1992年）                                                                             | George PEREC, La Vie mode d'emploi                                                             |
| 第3回（1996年）  | （フランス側）受賞者なし               | |                                                                                                |
| 第4回（1997年）  | 斉藤一郎                               | ゴンクール兄弟著 『ゴンクールの日記』（岩波書店、1995年）                                                                           | Edmond et Jules de GONCOURT, Journal, 1996                                                     |
| 第4回（1997年）  | Vĕra LINHARTOVÀ                        | Sur un fond blanc, Gallimard, 1996.                                                                                                 | 日本のこれまでの美術論の体系的翻訳                                                             |
| 第5回（1998年）  | 高坂和彦                               | ルイ＝フェルディナン・セリーヌ著『なしくずしの死』、他主要小説7編（国書刊行会）                                                     | Louis-Ferdinand CÉLINE, Mort à crédit et 7 autres romans principaux                            |
| 第5回（1998年）  | Jacqueline PIGEOT et 6 autres          | TANIZAKI Jun’ichirô, Œuvres complètes, Tome I, Gallimard, 1997.                                                                     | 谷崎潤一郎『谷崎潤一郎全集』第一巻                                                             |
| 第6回（1999年）  | 山田稔                                 | ロジェ・グルニエ著『フラゴナールの婚約者』を中心とした短編小説の翻訳（みすず書房、1997年）                                          | Roger GRENIER, La Fiancée de Fragonard et autres nouvelles                                     |
| 第6回（1999年）  | René SIEFFERT                          | Man.yôshû, Tome I et II, Presses Orientaliste de France, 1998.                                                                      | 『万葉集』第一巻、第二巻                                                                       |
| 第7回（2000年）  | 西永良成                               | ポール・ヴェーヌ著『詩におけるルネ・シャール』、法政大学出版局、1999年                                                              | Paule VEYNE, René Char en ses poèmes                                                           |
| 第7回（2000年）  | Cécile MINK-SAKAI et Anne BAYARD-SAKAI | ENCHI Fumiko, Chemin de femmes, Gallimard, 1999.                                                                                    | 円地文子『女坂』                                                                               |
| 第8回（2001年）  | 星埜守之                               | アンドレイ・マキーヌ著『フランスの遺言書』、水声社、2000年                                                                          | Andreï MAKINE, Le Testament français                                                           |
| 第8回（2001年）  | 塚本昌則                               | ラファエル・コンフィアン著『コーヒーの水』、紀伊國屋書店、1999年                                                                    | Raphaël CONFIANT, Eau de café                                                                  |
| 第8回（2001年）  | Véronique PERRIN                       | FURUI Yoshikichi, Le Passeur, Seuil, 1998.                                                                                          | 古井由吉『聖：ひじり』                                                                         |
| 第9回（2002年）  | 天沢退二郎                             | フランソワ・ヴィヨン著『ヴィヨン詩集成』、白水社、2000年                                                                            | François VILLON, Œuvres poétiques                                                              |
| 第9回（2002年）  | 石井洋二郎                             | ロートレアモン＝イジドール・デュカス著『ロートレアモン全集』、筑摩書房、2001年                                                      | Comte de Lautréamont/Isidore Ducasse, Œuvres complètes                                         |
| 第9回（2002年）  | Jacques LÉVY                           | ABE Kazushige, Projection privée, Actes Sud, 2000.                                                                                  | 阿部和重 『インディヴィジュアル・プロジェクション』                                            |
| 第10回（2003年） | 有田忠郎                               | ヴィクトール・セガレン著『セガレン著作集6ー碑、頌、チベット』、水声社、2002年                                                       | Victor SEGALEN, Stèle Odes, Thibet                                                             |
| 第10回（2003年） | 秋山伸子                               | モリエール著『モリエール全集』第１~９巻、臨川書店、2000‐2003年                                                                      | Molière, Œuvres complètes                                                                      |
| 第10回（2003年） | Daniel STRUVE                          | IHARA Saikaku, La Lune de ce monde flottant, Arashi: vie et mort d'un acteur, Éditions Picquier, 1999, 2001.                        | 井原西鶴『西鶴置土産』、『嵐無常物語』                                                         |
| 第10回（2003年） | Corinne ATLAN et Karine CHESNEAU       | MURAKAMI Haruki, Chroniques de l'oiseau à ressort, Seuil, 2001.                                                                     | 村上春樹『ねじまき鳥クロニクル』                                                               |
| 第11回（2006年） | 小笠原豊樹                             | アンリ・トロワイヤ著『石、紙、鋏』、 『クレモニエール事件』、『サトラップの息子』、草思社、2004年                                   | Henri TROYAT, Le Pierre, La Feuile et Les Ciseaux, L'Affaire Crémonnière et Le Fils du Satrape |
| 第11回（2006年） | 田中成和                               | ジャン＝ピエール・リシャール 『マラルメの想像的宇宙』、水声社、2004年                                                               | Jean-Pierre RICHARD, L'Univers imaginaire de Mallarmé                                          |
| 第11回（2006年） | Brigitte KOYAMA-RICHARD                | INOUE Yasushi, Rêves de Russie, Phébus, 2005.                                                                                       | 井上靖『おろしや国酔夢譚』                                                                     |
| 第11回（2006年） | Alain ROCHER                           | Dame NIJÔ, Splendeurs et misères d'une favorite, Éditions Picquier, 2004.                                                           | 後深草院二条『とはずがたり』                                                                   |
| 第11回（2006年） | （特別賞） Francine HÉRAIL             | Notes journalières Fujiwara no Michinaga, 3 vol. et Notes journalières Fujiwara no Sukefusa, 2 vol., Droz, 2004.                    | 『藤原道長の日記』3巻、『藤原資房の日記』2巻                                                   |
| 第12回（2007年） | 渡邊守章                               | ポール・クローデル著『繻子の靴』、岩波書店、2005年                                                                                  | Paul CLAUDEL, Le Soulier de Satin                                                              |
| 第12回（2007年） | Yves-Marie ALLIOUX                     | NAKAHARA Chûya, Poèmes, Éditions Picquier, 2005.                                                                                    | 中原中也『中原中也全詩歌集』                                                                   |
| 第13回（2008年） | 金井裕                                 | エミール・シオラン著『カイエ1957-1972』、法政大学出版局、2006年                                                                     | Émile CIORAN, Cahiers: 1957-1972                                                               |
| 第13回（2008年） | 渋谷豊                                 | エマニュエル・ボーヴ著『ぼくのともだち』、 『きみのいもうと』、白水社、2005-2006年                                                  | Emmanuel BOVE, Mes Amis et Armand                                                              |
| 第13回（2008年） | Sylvain CARDONNEL                      | NUMA Shôzô, Yapou, bétail humain, Rocher, 2005-2007.                                                                                | 沼正三『家畜人ヤプー』                                                                         |
| 第13回（2008年） | Jérôme DUCOR                           | HÔNEN, Le Gué vers la Terre pure (Senchaku-shû), Fayard, 2005.                                                                      | 法然『選択本願念仏集』                                                                         |
| 第13回（2008年） | （特別賞） 石井晴一                    | オノレ・ド・バルザック著『艶笑滑稽譚』、岩波書店、2007年                                                                            | Honoré de BALZAC, Les contes drolatiques                                                       |
| 第14回（2009年） | （日本側） 受賞者なし                  | |                                                                                                |
| 第14回（2009年） | Brigitte ALLIOUX                       | KOBAYASHI Issa, Mon Année de printemps, Cécile Defaut, 2006.                                                                        | 小林一茶『おらが春』                                                                           |
| 第14回（2009年） | Jacques LALLOZ                         | OSARAGI Jirô, Les 47 ronins, Éditions Picquier, 2007.                                                                               | 大仏次郎『赤穂浪士』                                                                           |
| 第15回（2010年） | 澤田直                                 | フィリップ・フォレスト著『さりながら』、白水社、2008年                                                                              | Philippe FOREST, Sarinagara                                                                    |
| 第15回（2010年） | 笠間直穂子                             | マリー・ンディアイ著『心ふさがれて』、インスクリプト、2008年                                                                        | Marie NDIAYE, Mon Cœur à l'étroit                                                              |
| 第15回（2010年） | Marc MÉCRÉANT                          | SHIGA Naoya, Errances dans la nuit, Gallimard, 2008.                                                                                | 志賀直哉『暗夜行路』                                                                           |
| 第16回（2011年） | 鈴木雅生                               | J.M.G・ル・クレジオ著『地上の見知らぬ少年』、河出書房新社、2010年                                                                   | Jean-Marie Gustave LE CLÉZIO, L'inconnu sur la terre                                           |
| 第16回（2011年） | Renée GARDE                            | Si on les échangeait : Le Genji travesti, Les Belles Lettres, 2009.                                                                 | 『とりかへばや物語』                                                                           |
| 第16回（2011年） | （特別賞） 清水徹                      | ポール・ヴァレリー、ステファヌ・マラルメ、ミシェル・ビュトール、アルベール・カミュに関する近年の訳業                                |                                                                                                |
| 第17回（2012年） | 恒川邦夫                               | ポール・ヴァレリーに関する近年の訳業                                                                                                |                                                                                                |
| 第17回（2012年） | Patrick HONNORÉ                        | LILY Franky, La Tour de Tôkyô, Éditions Picquier, 2010.                                                                             | リリー・フランキー『東京タワー』                                                               |
| 第17回（2012年） | Michael LUCKEN                         | KISHIDA Ryûsei, La Peinture crue Regards sur l'art et l'ukiyoé, Les Belles Lettres, 2011.                                           | 岸田劉生『生き生きした絵画・浮世絵論及び芸術観』                                               |
| 第18回（2013年） | 宮下志朗                               | フランソワ・ラブレー著『ガルガンチュアとパンタグリュエル』全5巻、ちくま文庫、2012年                                                 | François RABELAIS, Gargantua, Pantagruel, Le Tiers livre, Quart livre et Cinquième livre       |
| 第18回（2013年） | Elisabeth SUETSUGU                     | SHIMAO Toshio, L'Aiguillon de la mort, Éditions Picquier, 2012.                                                                     | 島尾敏雄『死の棘』                                                                             |
| 第19回（2014年） | 朝比奈弘治                             | ジュール・ヴァレス『子ども』上・下、岩波文庫、2012年                                                                                | Jules VALLÈS, L'Enfant                                                                         |
| 第19回（2014年） | Mathieu CAPEL                          | YOSHIDA Kijû, Odyssée mexicaine: Voyage d'un cinéaste japonais, 1977-1982, Éditions Capricci, 2013.                                 | 吉田喜重『メヒコ 歓ばしき隠喩』                                                                |
| 第19回（2014年） | （特別賞） Jean-Jacques TSCHUDIN       | ISHIKAWA Jun, Errances sur les Six Voies, Les Belles Lettres, 2012.                                                                 | 石川淳『六道遊行』                                                                             |
| 第20回（2015年） | 塩塚秀一郎                             | レーモン・クノー『リモンの子供たち』、レーモン・クノーコレクション③、水声社、2013年                                                 | Raymond QUENEAU, Les Enfants du limon                                                          |
| 第20回（2015年） | Catherine ANCELOT                      | AKUTAGAWA Ryûnosuke, Jambes de cheval, Les Belles Lettres, 2013.                                                                    | 芥川龍之介短編集『馬の脚』                                                                     |
| 第20回（2015年） | Myriam DARTOIS-AKO                     | OGAWA Ito, Le Restaurant de l’amour retrouvé, Éditions Picquier, 2015.                                                              | 小川糸『食堂かたつむり』                                                                       |
| 第21回（2016年） | 平岡敦                                 | ガストン・ルルー著『オペラ座の怪人』、光文社古典新訳文庫、2013年                                                                    | Gaston LEROUX, Le Fantôme de l’Opéra                                                           |
| 第21回（2016年） | Jacqueline PIGEOT                      | KAMO no Chômei, Récits de l’éveil du cœur, Le Bruit du temps, 2014.                                                                 | 鴨長明『発心集』                                                                               |
| 第22回（2017年） | （日本側） 受賞者なし                  | |                                                                                                |
| 第22回（2017年） | Emmanuel LOZERAND                      | MASAOKA Shiki, Un Lit de malade, six pieds de long, Les Belles Lettres, 2016.                                                       | 正岡子規『病牀六尺』                                                                           |
| 第22回（2017年） | （奨励賞） Miyako SLOCOMBE             | EDOGAWA Ranpo, Le Démon de lîle solitaire, Éditions Wombat, 2015.                                                                   | 江戸川乱歩 『孤島の鬼』                                                                        |
| 第23回（2018年） | 石橋正孝                               | ジュール・ヴェルヌ著『地球から月へ 月を回って 上も下もなく』、ジュール・ヴェルヌ〈驚異の旅〉コレクションII 、インスクリプト、2017年 | Jules VERNE, De la Terre à la Lune, Autour de la Lune, Sans dessus dessous                     |
| 第23回（2018年） | （フランス側） 受賞者なし              | |                                                                                                |
| 第24回（2019年） | 加藤かおり                             | ガエル・ファイユ著『ちいさな国で』、早川書房、2017年                                                                                | Gaël FAYE, Petit pays                                                                          |
| 第24回（2019年） | Sophie BESCOND                         | EDOGAWA Ranpo, Le Vampire, Éditions Chapitre.com, 2017.                                                                             | 江戸川乱歩『吸血鬼』                                                                           |
| 第25回（2020年） | 谷口亜沙子                             | ギュスターヴ・フローベール著『三つの物語』、光文社古典新訳文庫、2018年                                                              | Gustave FLAUBERT, Trois contes                                                                 |
| 第25回（2020年） | Jacques JOLY                           | MARUYAMA Masao, Essais sur l'histoire de la pensée politique au Japon, Les Belles Lettres, 2018.                                    | 丸山眞男『日本政治思想史研究』                                                                 |
| 第26回（2021年） | 菅谷憲興                               | ギュスターヴ・フローベール著『ブヴァールとペキュシェ』、作品社、2019年                                                              | Gustave FLAUBERT, Bouvard et Pécuchet                                                          |
| 第26回（2021年） | （特別賞） 野崎歓                      | フランス近現代文学の長年の訳業 |                                                                                                |
| 第26回（2021年） | 吉川一義                               | マルセル・プルースト著『失われた時を求めて』全14巻、岩波書店、2010年～2019年                                                        | Marcel PROUST, A la recherche du temps perdu                                                   |
| 第26回（2021年） | （特別賞） Yôko ORIMO                  | DÔGEN, Shôbôgenzô - La vraie Loi, Trésor de l'Œil, Éditions Sully, 2019.                                                            | 道元『正法眼蔵』                                                                               |
| 第26回（2021年） | （奨励賞） Gérald PELOUX               | TANI Jôji, Chroniques d’un trimardeur japonais en Amérique, Les Belles Lettres, 2019.                                               | 谷譲次『一人三人全集』第13巻、第14巻（新潮社）                                                 |
| 第27回（2022年） | 田中淳一                               | ジャック・ルーボー著『環』、水声社、2020年                                                                                          | Jacques ROUBAUD, La Boucle                                                                     |
| 第27回（2022年） | Déborah PIERRET WATANABE               | NASHIKI Kaho, L’Été de la sorcière, Éditions Picquier, 2021.                                                                        | 梨木香歩『西の魔女が死んだ』                                                                   |
| 第28回（2023年） | 三野博司                               | アルベール・カミュ著『ペスト』、岩波書店、2021年                                                                                    | Albert CAMUS, La Peste                                                                         |
| 第28回（2023年） | Morvan PERRONCEL                       | MARUYAMA Masao, Le Fascisme japonais (1931-1945). Analyse et interprétation, Les Belles Lettres, 2021.                              | 丸山眞男『超国家主義の論理と心理』、『日本ファシズムの思想と行動』、『軍国支配者の精神形態』   |
| 第29回（2024年） | 畑浩一郎                               | ヤン・ポトツキ著『サラゴサ手稿 (上) (中) (下) 』、岩波書店、2022年～2023年                                                          | Jean POTOCKI, Manuscrit trouvé à Saragosse (version 1810)                                      |
| 第29回（2024年） | （特別賞） Michel VIEILLARD-BARON      | Kokin waka shû. Recueil de poèmes japonais d'hier et d'aujourd'hui, Les Belles Lettres, 2022.                                       | 『古今和歌集』                                                                                 |
| 第29回（2024年） | （奨励賞） Arthur DEFRANCE             | NISHITANI Osamu, L'Impérialisme de la liberté. Un autre regard sur l'Amérique, Seuil, 2022.                                         | 西谷修『アメリカ 異形の制度空間』                                                              |
| 第30回（2025年） | 千葉文夫                               | ピエール・ミション著『小さき人びと 折々の肖像』、水声社、2023年                                                                     | Pierre MICHON, Vies minuscules                                                                 |
| 第30回（2025年） | （奨励賞） 森澤友一朗                  | ルイ＝フェルディナン・セリーヌ著『戦争』、幻戯書房、2023年                                                                          | Louis-Ferdinand CÉLINE, Guerre                                                                 |
| 第30回（2025年） | （奨励賞） Jean-Baptiste FLAMIN        | Sanaka HIIRAGI, Le Gardien des souvenirs, Nami, 2024.                                                                               | 柊サナカ『人生写真館の奇跡』                                                                   |

## 選考委員
（日本側）
- 澤田直
- 堀江敏幸
- 塩塚秀一郎
- 星埜守之

（フランス側）
- 坂井セシル（Cécile SAKAI）
- コリーヌ・アトラン（Corinne ATLAN）
- オリヴィア・ローゼンタール（フランス語版）
- エマニュエル・ロズラン（Emmanuel LOZERAND）

過去の選考委員
（日本側）
- 大岡信
- 大江健三郎
- 石井晴一
- 清水徹
- 小林茂
- 西永良成
- 野崎歓

（フランス側）
- ミシェル・トゥルニエ
- フランシーヌ・エライユ
- ジャン＝ジャック・オリガス
- ジャン＝ジャック・チュディン（フランス語版）
- アンヌ・バヤール＝坂井（Anne BAYARD-SAKAI）
- ドミニク・パルメ（Dominique PALMÉ）
- ジャン＝ノエル・ロベール（フランス語版）
- フィリップ・フォレスト
- ジャクリーヌ・ピジョー（フランス語版）
- ダニエル・ストリューブ（Daniel STRUVE）